# 柳憂怜
柳 憂怜（やなぎ ゆうれい、1963年4月8日 - ）は、日本の俳優、元お笑い芸人。旧芸名、柳 ユーレイ。
広島県府中市出身。株式会社TAP所属。妻は女優の川田あつ子。

## 来歴・人物
広島県立至誠高等学校卒業。
学生時代の1982年2月、『ビートたけしのオールナイトニッポン』の出待ちをしてビートたけし（北野武）に「ウチは弟子取ってないけど、毎週ここでラジオをやっているから、遊びにくるんだったらいいよ」と声をかけられたのが縁でビートたけしに弟子入り。当時はまだ出待ちをしてる人はそれほどいなかったという。弟子入りの順番としては、そのまんま東（現：東国原英夫）、大森うたえもん・「オールナイトニッポン」の出待ちの先輩・松尾伴内・ダンカンに続く5番目。芸名の由来は、たけしが小野を「あいつ幽霊みたいだよな」と言っていたことから、そのまま「ユーレイ」と呼ばれるようになった。テレビ朝日『アイドルパンチ』のたけし軍団コーナーが1983年から始まる時、「小野の芸名どうする?」となって「じゃあ"柳ユーレイ"でいいんじゃないの」となって芸名が決まった。「たけし軍団」の面白い芸名は"柳ユーレイ"から始まったもの。
1986年12月、たけし及びたけし軍団団員と共に講談社本館のフライデー編集部への襲撃に参加し、住居侵入罪・器物損壊罪・暴行罪で大塚警察署に現行犯逮捕される（フライデー襲撃事件を参照）。1988年、たけし・たけし軍団の太田プロダクションからの独立により、オフィス北野（現：TAP）へ移籍。
映画『3-4X10月』（1990年、監督：北野武）に、本名の小野昌彦名義で主演、映画デビュー。「ユーレイは演技力に非凡なものを持っている」と見たたけしが、いきなり主演に抜擢した。以降、北野作品の常連に。また、俳優に専念するため、たけし軍団より離脱（事務所はオフィス北野にとどまる）。
北野作品以外にも『女優霊』での恐怖感あふれる演技でホラーファンを獲得。以降、中田秀夫が携わった作品にも頻繁に登場。『呪怨』シリーズに出演したことでも知られる。
一時期、家から通った方が生活費がかからないという理由で、広島にある実家から仕事の度に東京に通っていた事がある。
2008年、たけしが監督の新作『アキレスと亀』に久しぶりに起用され、その際にたけしの提案から“柳ユーレイ”より“柳憂怜”に改名。
2018年のオフィス北野騒動に際して、内外からたけし軍団1軍のひとりとして数えられていることから、芸人ではないながらもこの年までにたけし軍団に復帰している。

## 出演

### 映画
- 3-4X10月（1990年、北野武監督） - 主演
- あいつ（木村淳監督）
- みんな〜やってるか!（1995年、北野武監督）
- インモラル 淫らな関係（神代辰巳監督）
- 女優霊（1996年、中田秀夫監督） - 主演
- トキワ荘の青春（1996年、市川準監督）
- 男たちのかいた絵（伊藤秀裕監督）
- 弾丸ランナー（サブ監督）
- 冷たい血（青山真治監督）
- 借王2（1997年） - 吉川春樹(代議士吉川清太郎の息子)
- 修羅の極道 -蛇の道-（1998年、黒沢清監督）
- HANA-BI（1998年、北野武監督）
- リング（1998年、中田秀夫監督）
- リング2（1999年、中田秀夫監督）
- 皆月（望月六郎監督）
- 純愛譜〜じゅんあいふ〜（李在容監督）
- ラストシーン（中田秀夫監督）
- 刑事まつりより「吉田みのる刑事」（ユーレイ監督/脚本/編集）
- HAZAN（五十嵐匠監督）
- 自殺マニュアル2 中級編（小沼雄一監督）
- 呪霊 THE MOVIE 黒呪霊（2004年、白石晃士監督）
- 炎と氷（2004年、辻裕之監督）
- YUMENO ユメノ（鎌田義孝監督）
- いつか読書する日（2005年、緒方明監督） - 児童相談所課長 役
- 奇談（小松隆志監督）
- スパイ道より「スパイ小作戦」（柳ユーレイ監督/脚本/編集/出演）
- 水霊 ミズチ（山本清史監督）
- 探偵事務所5 カインとアベル（林海象監督）
- エクステ（2007年、園子温監督）
- 口裂け女（白石晃士監督）
- 新訳：今昔物語より「見通しの良い道」（大門未希生監督） - 主演
- 監督・ばんざい!（北野武監督）
- ルック・オブ・ラブ（植岡喜晴監督）
- 怪談（中田秀夫監督）
- L change the WorLd（中田秀夫監督）
- 幽霊VS宇宙人 ロックハンター伊右衛もん（清水崇監督）
- アキレスと亀（北野武監督） - 主演
- フレフレ少女（2008年10月11日、松竹） - 大門教諭 役
- 口裂け女 0 ビギニング（児玉和土監督）
- 女殺油地獄（坂上忍監督）
- 銀色の雨（2009年11月、鈴井貴之監督） - 森尾 役
- 失恋殺人（窪田将治監督）
- ゴスロリ処刑人（2010年夏公開、小原剛監督） - 次郎 役
- ヘルドライバー（2011年7月23日公開、日活、西村喜廣監督） - タク 役
- アサシン（2011年10月8日公開、小原剛監督）
- HeartBeat〜ハートビート〜（2012年、浅沼直也監督）
- たべんさい広島ラーメン物語（2012年、葉山陽一郎監督）
- 僕の中のオトコの娘（2012年12月1日公開、窪田将治監督） - 喫茶店のマスター 役
- 桜並木の満開の下に（2013年3月14日公開、船橋淳監督）
- さよならドビュッシー（2013年1月26日公開、利重剛監督） - 香月徹也 役
- 空の境界（2013年2月26日公開、堀江慶監督）
- クロユリ団地（2013年5月18日公開、中田秀夫監督）
- 過ぐる日のやまねこ（2014年）
- 野良犬はダンスを踊る（2015年10月10日公開、窪田将治監督）
- ディアーディアー（2015年10月24日公開、菊地健雄監督）
- 屋根裏の散歩者（2016年7月23日公開、窪田将治監督）
- アズミ・ハルコは行方不明（2016年12月3日公開、松居大悟監督） - 津川ジロー 役[6]
- ウスケボーイズ（2018年10月20日公開、柿崎ゆうじ監督）
- メビウスの悪女 赤い部屋（2020年8月21日公開、窪田将治監督）
- 夜明けを信じて。（2020年10月16日公開、赤羽博監督）東鳳商事 輸入為替課課長 役
- 裸の天使 赤い部屋（2021年4月2日公開、窪田将治監督）
- 聖なる蝶 赤い部屋（2021年4月16日公開、窪田将治監督）
- 人生に詰んだ元アイドルは、赤の他人のおっさんと住む選択をした（2023年11月3日公開、穐山茉由監督）[7]
- そして、優子Ⅱ　(2023年12月1日公開　佐藤竜憲監督)
- ミッシング（2024年5月17日、吉田恵輔監督） - 村岡 役[8][9]
- やがて海になる（2025年10月24日公開予定、沖正人監督）[10][11]

### OV
- 18歳のホテトル嬢（1996年、浅尾政行監督）
- 狙われたアイドル 実録ストーカー（1997年）
- 呪怨（2000年、清水崇監督） - 主演・小林俊介
- 呪怨2（2000年、清水崇監督） - 小林俊介

### テレビドラマ
- 仮面ライダーキバ（テレビ朝日） - 山下 役
- GTO 第4話（フジテレビ）
- 刑事追う!（テレビ東京）
- コスプレ幽霊 紅蓮女（テレビ東京） - 前園コージ 役
- ゴールデンロマンスを私に（名古屋テレビ放送） - 慎太郎 役
- 時効警察（テレビ朝日） - 黒田史郎 役
- 世にも奇妙な物語 1995年冬の特別編「最後の喫煙者」（フジテレビ）
- 怨み屋本舗スペシャル2マインドコントロールの罠（テレビ東京） - 高杉潔 役
- 東京少女岡本杏理 第1話「川の匂い」（BS-TBS） - 裕 役
- 東京少女ユ・ソルア 第2話「東京の休日」（BS-TBS） - 渡辺剛 役
- 事件13（テレビ朝日）
- トンスラ（日本テレビ） - 教祖 役
- 傍聴マニア09〜裁判長!ここは懲役4年でどうすか〜 第1話（日本テレビ）
- ハンチョウ〜神南署安積班〜シリーズ3 第11話（TBS） - 宇田川カメラマン 役
- 相棒（テレビ朝日）
  - season9 第4話「過渡期」（2010年） - 星川智明 役
  - season16 第9話「目撃しない女」（2017年） - 中原靖 役
- 犬飼さんちの犬
- 世にも奇妙な物語 21世紀 21年目の特別編「通算」（フジテレビ） - 本村雄一 役
- マジすか学園2 第7話（テレビ東京） - トレーナー 役
- ミエルオンナ月子〜真夏の夜のコワーイ話〜（日本テレビ） - 皆川鉄雄 役
- 警視庁鑑識課〜南原幹司の鑑定〜2（TBS） - 安川憲 役
- 東野圭吾ミステリーズ 第2話「犯人のいない殺人の夜」（フジテレビ） - 安藤和夫 役
- はみだし弁護士・巽志郎12（テレビ朝日） - 瀬戸口光昭 役
- ヒトリシズカ 第4話「死舞盃」平山秀幸監督（WOWOW）
- 所轄刑事8（フジテレビ） - 緑川育郎 役
- クロユリ団地〜序章〜 第1・2話（TBS） - 石塚 役
- ショカツの女8（テレビ朝日） - 中村国明 役
- 福家警部補の挨拶 第7・8話（フジテレビ） - 今井圭三 役
- BORDER 警視庁捜査一課殺人犯捜査第4係 第4話（テレビ朝日） - 広山重夫 役
- 東京スカーレット〜警視庁NS係 第3話（TBS） - 財前茂光 役
- 捜査指揮官 水城さや3（TBS） - 井川実 役
- ウルトラマンX（テレビ東京） - 大空鷹志 役
- 家裁調査官・山ノ坊晃〜紛争解決100%の男!（テレビ朝日） - 藤波孝則 役
- キャバすか学園（日本テレビ） - 竹中柊一 役
- 絶狼<ZERO> -DRAGON BLOOD-（テレビ東京） - フクダ 役
- 再捜査刑事・片岡悠介10（テレビ朝日） - 田沼典孝 役
- ゆとりですがなにか 純米吟醸純情編（2017年7月2日・9日、日本テレビ）
- ハイポジ 1986年、二度目の青春。（2020年1月11日 - 3月28日、テレビ大阪・BSテレ東） - 46歳の天野光彦、16歳当時の光彦の父・憲夫 役（二役）[12]
- 刑事7人 SEASON9 第1話・第6話・第7話（2023年6月7日・7月12日・7月19日、テレビ朝日） - 鶴見達男 役
- 夫よ、死んでくれないか（2025年4月7日 - 6月23日、テレビ東京） - 志村功 役[13]

### 舞台
- 零れる果実（蜷川幸雄演出）
- 歴史はこうしてつくられる 第1回（柳ユーレイ（柳憂怜）脚本・演出・音楽・出演）
- KAGAMI（鈴木光司原案 / 山崎哲演出）
- 真情あふるる軽薄さ2001（蜷川幸雄演出）
- 十二人の怒れる男（蜷川幸雄演出）
- あゝ、荒野（蜷川幸雄演出）
- 下谷万年町物語（蜷川幸雄演出）
- BANANA FISH（2012年10月4日 - 11月4日、六行会ホール）

### バラエティ番組
- 痛快なりゆき番組 風雲!たけし城
- スーパーJOCKEY
- ビートたけしのスポーツ大将
- ビートたけしのお笑いウルトラクイズ
- たけし軍団！ヒット&ビート
- 北野ファンクラブ
- 平成GIダービー (平成教育テレビ内)
- 未来創造堂

### CM
- KDDI「警官・止まらんと撃つぞ・伝わってる？ 追跡 」篇　(2000年)
- ロッテ アーモンドチョコレート クリスプ「赤ちゃんに聞く」「サルに聞く」篇 (2003年)
- カゴメ 野菜生活100「パン屋の夫婦」篇　(2012年)